# Ievhen Vynohradov
Pour les articles homonymes, voir Vinogradov.
Ievhen Vynohradov (en ukrainien : Євген Валерійович Виноградов), né le 30 avril 1984 dans l'oblast de Kiev, est un athlète ukrainien, spécialiste du lancer du marteau.
Son meilleur lancer est de 80,58 m en 2008, année où il a été champion d'Ukraine. Il est sanctionné pour deux ans d'inéligibilité de septembre 2009 à septembre 2011 et est disqualifié pour tous ses résultats à partir du 7 juillet 2009.